# 赫美玲
赫美玲（德語：Karl Ernst Georg Hemeling，1878年—1925年），又译为赫墨龄，德国人，中国海关官员。

## 生平
赫美玲于光绪二十四年（1898年）来到中国，先后在汕头、南京、汉口、上海等地海关担任过帮办、副税务司、税务司等职。光绪三十一年（1905年）曾作为盛宣怀的秘书参与了修订《中德通商条约》的谈判。1908年时获四品衔。
中华民国成立后，于民国三年（1914年）获得北洋政府颁发的三等嘉禾勋章。第一次世界大战期间，段祺瑞政府于民国六年（1917年）加入协约国一方并对德宣战，此后赫美玲被撤职，并于次年回到德国。民国十年（1921年）曾再次来到中国经商。

## 著作
- 《南京官话》（The Nanking Kuan Hua）
- 《英汉字典及翻译手册》（English-Chinese Dictionary of the Standard Chinese Spoken Language, and Handbook for Translators）